# Olympische Sommerspiele 2020/Teilnehmer (Ecuador)
| Gelbes Symbol für Goldmedaillen mit stilisierten Olympischen Ringen | Graues Symbol für Silbermedaillen mit stilisierten Olympischen Ringen | Braundes Symbol für Bronzemedaillen mit stilisierten Olympischen Ringen |
| ------------------------------------------------------------------- | --------------------------------------------------------------------- | ----------------------------------------------------------------------- |
| 2                                                                   | 1                                                                     | —                                                                       |

Ecuador nahm an den Olympischen Spielen 2020 in Tokio mit 45 Sportlern in 15 Sportarten teil. Es war die insgesamt 15. Teilnahme an Olympischen Sommerspielen.

## Teilnehmer nach Sportarten

### Bogenschießen
| Athleten         | Wettbewerb | Qualifikation | Qualifikation | 1. Runde   | 1. Runde | 2. Runde      | 2. Runde      | Achtelfinale  | Achtelfinale  | Viertelfinale | Viertelfinale | Halbfinale    | Halbfinale    | Finale        | Finale        | Rang |
| Athleten         | Wettbewerb | Ringe         | Rang          | Gegner     | Ergebnis | Gegner        | Ergebnis      | Gegner        | Ergebnis      | Gegner        | Ergebnis      | Gegner        | Ergebnis      | Gegner        | Ergebnis      | Rang |
| ---------------- | ---------- | ------------- | ------------- | ---------- | -------- | ------------- | ------------- | ------------- | ------------- | ------------- | ------------- | ------------- | ------------- | ------------- | ------------- | ---- |
| Frauen           |            |               |               |            |          |               |               |               |               |               |               |               |               |               |               |      |
| Adriana Espinosa | Einzel     | 606           | 62            | C.-y. Kang | 0:6      | ausgeschieden | ausgeschieden | ausgeschieden | ausgeschieden | ausgeschieden | ausgeschieden | ausgeschieden | ausgeschieden | ausgeschieden | ausgeschieden | 33   |

### Boxen
| Athleten            | Wettbewerb              | 1. Runde     | 1. Runde | Achtelfinale  | Achtelfinale  | Viertelfinale | Viertelfinale | Halbfinale    | Halbfinale    | Finale        | Finale        | Rang |
| Athleten            | Wettbewerb              | Gegner       | Ergebnis | Gegner        | Ergebnis      | Gegner        | Ergebnis      | Gegner        | Ergebnis      | Gegner        | Ergebnis      | Rang |
| ------------------- | ----------------------- | ------------ | -------- | ------------- | ------------- | ------------- | ------------- | ------------- | ------------- | ------------- | ------------- | ---- |
| Frauen              |                         |              |          |               |               |               |               |               |               |               |               |      |
| María José Palacios | Leichtgewicht bis 60 kg | S. Seesondee | 0:5      | ausgeschieden | ausgeschieden | ausgeschieden | ausgeschieden | ausgeschieden | ausgeschieden | ausgeschieden | ausgeschieden | 17   |
| Érika Pachito       | Mittelgewicht bis 75 kg | —            | —        | R. Gramane    | 1:4           | ausgeschieden | ausgeschieden | ausgeschieden | ausgeschieden | ausgeschieden | ausgeschieden | 9    |
| Männer              |                         |              |          |               |               |               |               |               |               |               |               |      |
| Jean Caicedo        | Federgewicht bis 57 kg  | M. Buzenko   | 3:2      | S. Takyi      | 0:5           | ausgeschieden | ausgeschieden | ausgeschieden | ausgeschieden | ausgeschieden | ausgeschieden | 9    |
| Julio Castillo      | Schwergewicht bis 91 kg | Freilos      | Freilos  | H. Ishaish    | 0:4           | ausgeschieden | ausgeschieden | ausgeschieden | ausgeschieden | ausgeschieden | ausgeschieden | 9    |

### Gewichtheben
| Athleten          | Wettbewerb                  | Reißen                | Reißen                | Stoßen        | Stoßen        | Zweikampf     | Zweikampf     | Rang   |
| Athleten          | Wettbewerb                  | Gewicht               | Rang                  | Gewicht       | Rang          | Gewicht       | Rang          | Rang   |
| ----------------- | --------------------------- | --------------------- | --------------------- | ------------- | ------------- | ------------- | ------------- | ------ |
| Frauen            |                             |                       |                       |               |               |               |               |        |
| Alexandra Escobar | Leichtgewicht bis 59 kg     | ohne gültigen Versuch | ohne gültigen Versuch | ausgeschieden | ausgeschieden | ausgeschieden | ausgeschieden | DNF    |
| Angie Palacios    | Mittelgewicht bis 64 kg     | 104 kg                | 2                     | 122 kg        | 7             | 226 kg        | 6             | 6      |
| Neisi Dajomes     | Halbschwergewicht bis 76 kg | 118 kg                | 1                     | 145 kg        | 1             | 263 kg        | 1             | Gold   |
| Tamara Salazar    | Schwergewicht bis 87 kg     | 113 kg                | 3                     | 150 kg        | 2             | 263 kg        | 2             | Silber |

### Golf
| Athleten        | Runde 1 | Runde 2 | Runde 3 | Runde 4 | Gesamt | Par | Rang |
| --------------- | ------- | ------- | ------- | ------- | ------ | --- | ---- |
| Frauen          |         |         |         |         |        |     |      |
| Daniela Darquea | 72      | 73      | 65      | 73      | 283    | −1  | 38   |

### Judo
| Athleten         | Wettbewerb | 1. Runde        | 1. Runde | 2. Runde | 2. Runde | Achtelfinale  | Achtelfinale  | Viertelfinale | Viertelfinale | Halbfinale / Trostrunde | Halbfinale / Trostrunde | Finale / Platz 3 | Finale / Platz 3 | Rang |
| Athleten         | Wettbewerb | Gegner          | Ergebnis | Gegner   | Ergebnis | Gegner        | Ergebnis      | Gegner        | Ergebnis      | Gegner                  | Ergebnis                | Gegner           | Ergebnis         | Rang |
| ---------------- | ---------- | --------------- | -------- | -------- | -------- | ------------- | ------------- | ------------- | ------------- | ----------------------- | ----------------------- | ---------------- | ---------------- | ---- |
| Frauen           |            |                 |          |          |          |               |               |               |               |                         |                         |                  |                  |      |
| Estefanía García | bis 63 kg  | A. Ozdoba-Błach | 0:10     | —        | —        | ausgeschieden | ausgeschieden | ausgeschieden | ausgeschieden | ausgeschieden           | ausgeschieden           | ausgeschieden    | ausgeschieden    | 17   |
| Vanessa Chalá    | bis 78 kg  | A. Turtschyn    | 0s1:10s1 | —        | —        | ausgeschieden | ausgeschieden | ausgeschieden | ausgeschieden | ausgeschieden           | ausgeschieden           | ausgeschieden    | ausgeschieden    | 17   |
| Männer           |            |                 |          |          |          |               |               |               |               |                         |                         |                  |                  |      |
| Lenin Preciado   | bis 60 kg  | J. Gertschew    | 0s3:10   | —        | —        | ausgeschieden | ausgeschieden | ausgeschieden | ausgeschieden | ausgeschieden           | ausgeschieden           | ausgeschieden    | ausgeschieden    | 17   |

### Leichtathletik
Laufen und Gehen 
| Athleten                                                     | Wettbewerb  | Runde 1 | Runde 1 | Halbfinale    | Halbfinale    | Finale        | Finale        | Rang          |
| Athleten                                                     | Wettbewerb  | Zeit    | Rang    | Zeit          | Rang          | Zeit          | Rang          | Rang          |
| ------------------------------------------------------------ | ----------- | ------- | ------- | ------------- | ------------- | ------------- | ------------- | ------------- |
| Frauen                                                       |             |         |         |               |               |               |               |               |
| Ángela Tenorio                                               | 100 m       | 11,59 s | 6       | ausgeschieden | ausgeschieden | ausgeschieden | ausgeschieden | ausgeschieden |
| Karla Jaramillo                                              | 20 km Gehen | —       | —       | —             | —             | 1:36:32 h     | 28            | 28            |
| Glenda Morejón                                               | 20 km Gehen | —       | —       | —             | —             | DNF           | DNF           | DNF           |
| Paola Pérez                                                  | 20 km Gehen | —       | —       | —             | —             | 1:31:26 h     | 9             | 9             |
| Andrea Bonilla                                               | Marathon    | —       | —       | —             | —             | 2:43:30 h     | 60            | 60            |
| Rosa Chacha                                                  | Marathon    | —       | —       | —             | —             | 2:36:44 h     | 41            | 41            |
| Yuliana Angulo Marizol Landázuri Anahí Suárez Ángela Tenorio | 4 × 100 m   | 43,69 s | 8       | —             | —             | ausgeschieden | ausgeschieden | ausgeschieden |
| Männer                                                       |             |         |         |               |               |               |               |               |
| Jordy Jiménez                                                | 20 km Gehen | —       | —       | —             | —             | 1:27:52 h     | 35            | 35            |
| Brian Pintado                                                | 20 km Gehen | —       | —       | —             | —             | 1:22:54 h     | 12            | 12            |
| David Hurtado                                                | 20 km Gehen | —       | —       | —             | —             | 1:24:31 h     | 19            | 19            |
| Andrés Chocho                                                | 50 km Gehen | —       | —       | —             | —             | 3:59:03 h     | 19            | 19            |
| Claudio Villanueva                                           | 50 km Gehen | —       | —       | —             | —             | 4:53:09 h     | 47            | 47            |
| Jhonatan Amores                                              | 50 km Gehen | —       | —       | —             | —             | 4:05:47 h     | 27            | 27            |

### Moderner Fünfkampf
| Athleten        | Fechten | Fechten | Schwimmen   | Schwimmen | Reiten | Reiten | Combined     | Combined | Punkte | Rang |
| Athleten        | Bilanz  | Punkte  | Zeit        | Punkte    | Zeit   | Punkte | Zeit         | Punkte   | Punkte | Rang |
| --------------- | ------- | ------- | ----------- | --------- | ------ | ------ | ------------ | -------- | ------ | ---- |
| Frauen          |         |         |             |           |        |        |              |          |        |      |
| Lourdes Cuaspud | 4+0     | 124     | 2:27,91 min | 255       | E      | 0      | 13:39,94 min | 481      | 860    | 35   |

### Radsport

#### Straße
| Athleten         | Wettbewerb    | Zeit      | Rang |
| ---------------- | ------------- | --------- | ---- |
| Männer           |               |           |      |
| Richard Carapaz  | Straßenrennen | 6:05:26 h | Gold |
| Jhonatan Narváez | Straßenrennen | 6:15:38 h | 47   |

#### BMX
| Athleten        | Wettbewerb | Viertelfinale | Viertelfinale | Halbfinale    | Halbfinale    | Finale        | Finale        | Rang |
| Athleten        | Wettbewerb | Punkte        | Rang          | Punkte        | Rang          | Zeit          | Rang          | Rang |
| --------------- | ---------- | ------------- | ------------- | ------------- | ------------- | ------------- | ------------- | ---- |
| Frauen          |            |               |               |               |               |               |               |      |
| Doménica Azuero | BMX-Rennen | 13            | 5             | ausgeschieden | ausgeschieden | ausgeschieden | ausgeschieden | 18   |
| Männer          |            |               |               |               |               |               |               |      |
| Alfredo Campo   | BMX-Rennen | 12            | 4             | 8             | 4             | 40,705 s      | 5             | 5    |

### Reiten

#### Vielseitigkeitsreiten
| Athleten          | Wettbewerb | Minuspunkte Dressur | Minuspunkte Gelände | Minuspunkte Springen | Minuspunkte Springen | Minuspunkte Gesamt | Rang |
| ----------------- | ---------- | ------------------- | ------------------- | -------------------- | -------------------- | ------------------ | ---- |
| Nicolas Wettstein | Einzel     | 40,90               | 48,40               | 16,00                | nicht qualifiziert   | 105,30             | 41   |

### Ringen

#### Freier Stil
Legende: G = Gewonnen, V = Verloren, S = Schultersieg
| Athleten       | Wettbewerb       | Achtelfinale   | Achtelfinale | Viertelfinale    | Viertelfinale | Halbfinale    | Halbfinale    | Hoffnungsrunde Halbfinale | Hoffnungsrunde Halbfinale | Hoffnungsrunde Finale | Hoffnungsrunde Finale | Finale        | Finale        | Rang |
| Athleten       | Wettbewerb       | Gegner         | Ergebnis     | Gegner           | Ergebnis      | Gegner        | Ergebnis      | Gegner                    | Ergebnis                  | Gegner                | Ergebnis              | Gegner        | Ergebnis      | Rang |
| -------------- | ---------------- | -------------- | ------------ | ---------------- | ------------- | ------------- | ------------- | ------------------------- | ------------------------- | --------------------- | --------------------- | ------------- | ------------- | ---- |
| Frauen         |                  |                |              |                  |               |               |               |                           |                           |                       |                       |               |               |      |
| Lucía Yépez    | Klasse bis 50 kg | V. Islamowa    | G 9:6        | Y. Susaki        | V 0:10        | ausgeschieden | ausgeschieden | Tsogt-Otschiryn N.        | V 0:0                     | ausgeschieden         | ausgeschieden         | ausgeschieden | ausgeschieden | 8    |
| Luisa Valverde | Klasse bis 53 kg | M. Prevolaraki | G 11:4       | Bat-Otschiryn B. | V 5:15        | ausgeschieden | ausgeschieden | ausgeschieden             | ausgeschieden             | ausgeschieden         | ausgeschieden         | ausgeschieden | ausgeschieden | 8    |

### Schießen
| Athleten          | Wettbewerb            | Qualifikation   | Qualifikation | Finale          | Finale        | Ringe/ Scheiben | Rang |
| Athleten          | Wettbewerb            | Ringe/ Scheiben | Rang          | Ringe/ Scheiben | Rang          | Ringe/ Scheiben | Rang |
| ----------------- | --------------------- | --------------- | ------------- | --------------- | ------------- | --------------- | ---- |
| Frauen            |                       |                 |               |                 |               |                 |      |
| Diana Durango     | Luftpistole 10 Meter  | 559             | 45            | ausgeschieden   | ausgeschieden | 559             | 45   |
| Diana Durango     | Sportpistole 25 Meter | 569             | 38            | ausgeschieden   | ausgeschieden | 569             | 38   |
| Andrea Pérez Peña | Luftpistole 10 Meter  | 565             | 36            | ausgeschieden   | ausgeschieden | 565             | 36   |
| Andrea Pérez Peña | Sportpistole 25 Meter | 582             | 13            | ausgeschieden   | ausgeschieden | 582             | 13   |

### Schwimmen
| Athleten         | Wettbewerb       | Vorlauf     | Vorlauf | Halbfinale    | Halbfinale    | Finale        | Finale        | Rang |
| Athleten         | Wettbewerb       | Zeit        | Rang    | Zeit          | Rang          | Zeit          | Rang          | Rang |
| ---------------- | ---------------- | ----------- | ------- | ------------- | ------------- | ------------- | ------------- | ---- |
| Frauen           |                  |             |         |               |               |               |               |      |
| Anicka Delgado   | 50 m Freistil    | 25,36 s     | 25      | ausgeschieden | ausgeschieden | ausgeschieden | ausgeschieden | 25   |
| Anicka Delgado   | 100 m Freistil   | 55,56 s NR  | 31      | ausgeschieden | ausgeschieden | ausgeschieden | ausgeschieden | 31   |
| Samantha Arévalo | 10 km Freiwasser | —           | —       | —             | —             | 2:01:30,6 h   | 11            | 11   |
| Männer           |                  |             |         |               |               |               |               |      |
| Tomas Peribonio  | 200 m Lagen      | 2:00,62 min | 36      | ausgeschieden | ausgeschieden | ausgeschieden | ausgeschieden | 36   |
| Tomas Peribonio  | 400 m Lagen      | 4:18,73 min | 24      | —             | —             | ausgeschieden | ausgeschieden | 24   |
| David Farinango  | 10 km Freiwasser | —           | —       | —             | —             | 1:53:09,8 h   | 15            | 15   |

### Surfen
| Athleten       | Wettbewerb | 1. Runde | 1. Runde | 2. Runde | 2. Runde | 3. Runde      | 3. Runde      | Viertelfinale | Viertelfinale | Halbfinale    | Halbfinale    | Finale / Platz 3 | Finale / Platz 3 | Rang |
| Athleten       | Wettbewerb | Punkte   | Rang     | Punkte   | Rang     | Gegner        | Ergebnis      | Gegner        | Ergebnis      | Gegner        | Ergebnis      | Gegner           | Ergebnis         | Rang |
| -------------- | ---------- | -------- | -------- | -------- | -------- | ------------- | ------------- | ------------- | ------------- | ------------- | ------------- | ---------------- | ---------------- | ---- |
| Frauen         |            |          |          |          |          |               |               |               |               |               |               |                  |                  |      |
| Dominic Barona | Shortboard | 7,66     | 3        | 8,87     | 5        | ausgeschieden | ausgeschieden | ausgeschieden | ausgeschieden | ausgeschieden | ausgeschieden | ausgeschieden    | ausgeschieden    | 19   |

### Tischtennis
| Athleten     | Wettbewerb | 1. Runde | 1. Runde | 2. Runde      | 2. Runde      | 3. Runde      | 3. Runde      | Achtelfinale  | Achtelfinale  | Viertelfinale | Viertelfinale | Halbfinale    | Halbfinale    | Finale/Platz 3 | Finale/Platz 3 | Rang |
| Athleten     | Wettbewerb | Gegner   | Erg.     | Gegner        | Erg.          | Gegner        | Erg.          | Gegner        | Erg.          | Gegner        | Erg.          | Gegner        | Erg.          | Gegner         | Erg.           | Rang |
| ------------ | ---------- | -------- | -------- | ------------- | ------------- | ------------- | ------------- | ------------- | ------------- | ------------- | ------------- | ------------- | ------------- | -------------- | -------------- | ---- |
| Männer       |            |          |          |               |               |               |               |               |               |               |               |               |               |                |                |      |
| Alberto Miño | Einzel     | N. Kumar | 2:4      | ausgeschieden | ausgeschieden | ausgeschieden | ausgeschieden | ausgeschieden | ausgeschieden | ausgeschieden | ausgeschieden | ausgeschieden | ausgeschieden | ausgeschieden  | ausgeschieden  | 49   |

### Triathlon
| Athleten        | Wettbewerb | Zeit | Rang |
| --------------- | ---------- | ---- | ---- |
| Frauen          |            |      |      |
| Elizabeth Bravo | Einzel     | LAP  | LAP  |